# Lupinus uncinatus
Lupinus uncinatus är en ärtväxtart som beskrevs av Diederich Franz Leonhard von Schlechtendal. Lupinus uncinatus ingår i släktet lupiner, och familjen ärtväxter. Inga underarter finns listade i Catalogue of Life.